# James Thompson IV
James Thompson IV (Baton Rouge, Luisiana, 18 de enero de 1995) es un baloncestista estadounidense que pertenece a la plantilla de los Leones de Ponce de la BSN puertorriqueña. Con 2,08 metros de estatura, juega en la posición de pívot.

## Trayectoria deportiva

### Universidad
Jugó cuatro temporadas con los Eagles de la Universidad de Míchigan Oriental, en las que promedió 13,8 puntos, 11,0  rebotes y 1,3 tapones por partido. Acabó su carrera como máximo reboteador de la historia de la universidad, con 1452 rebotes capturados, siendo el mejor reboteador de su conferencia en tres de las cuatro temporadas.
En su primera temporada fue elegido freshman del año de la Mid-American Conference e incluido en el segundo mejor quinteto de la conferencia, algo que repetiría en 2017 y 2019. En 2018 fue incluido en el mejor quinteto, y en sus dos últimas temporadas también en el mejor quinteto defensivo de la MAC.

### Profesional
Tras no ser elegido en el Draft de la NBA de 2019, el 1 de agosto firmó su primer contrato profesional con el Poderosa Montegranaro de la Serie A2 italiana. Allí promedió 13,4 puntos y 9,9 rebotes por partido jugando como titular, hasta que en enero de 2020 rescindió su contrato de forma unilateral, fichando tres días después con los Seoul Samsung Thunders de la KBL coreana, con los que disputó diez partidos antes de la interrupción por la pandemia de coronavirus, promediando 6,5 puntos y 4,3 rebotes por encuentro.
En agosto de 2020 fichó por el Telekom Bonn de la Basketball Bundesliga alemana.
En la temporada 2021-22, firma por el Hapoel Haifa B.C. de la Ligat Winner.